# Parco di Saint-Cloud

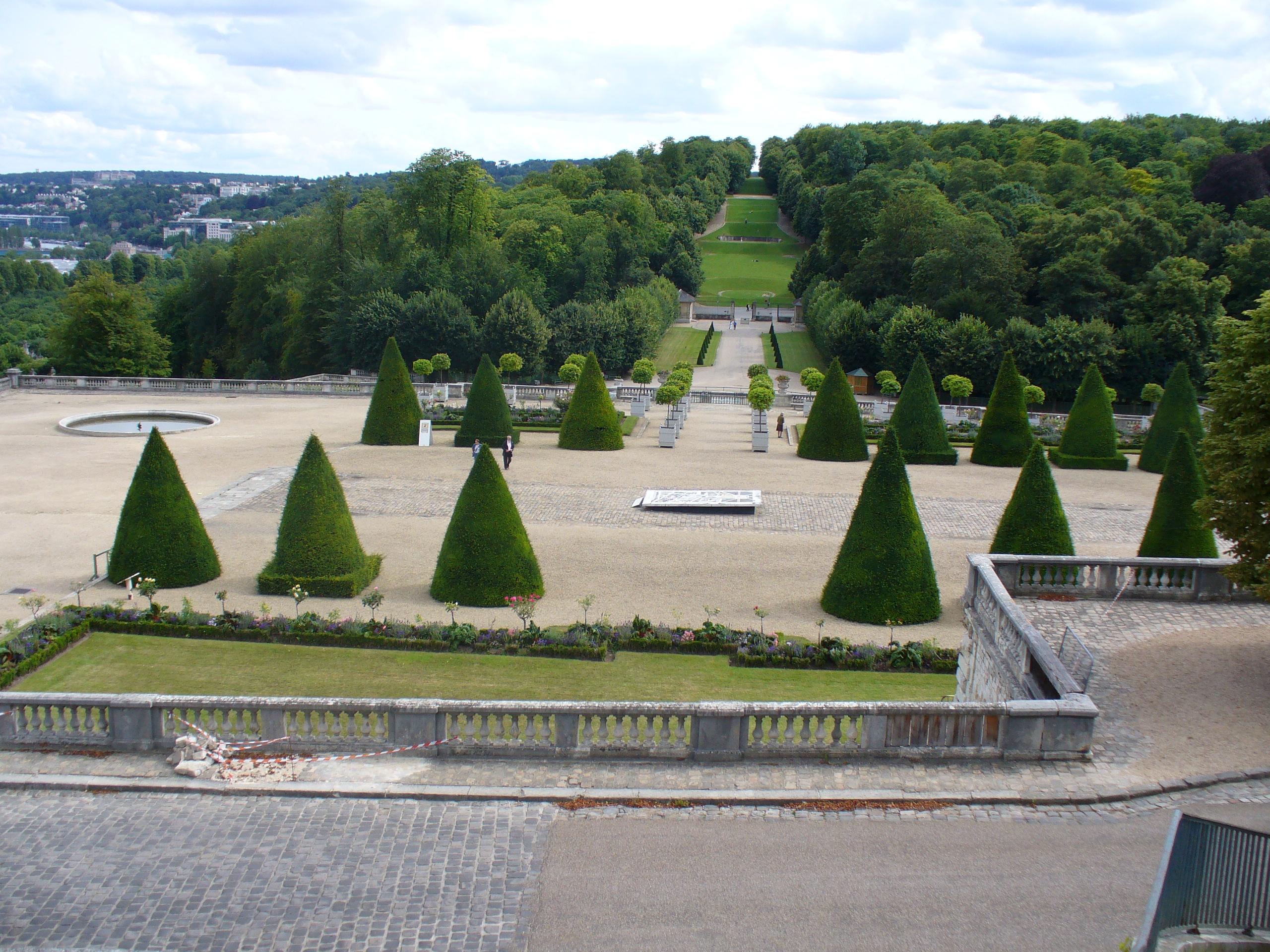
Parc de Saint-Cloud

Il Parco di Saint-Cloud è un giardino alla francese situato a Saint-Cloud, nel dipartimento degli Hauts-de-Seine, vicino a Parigi, in Francia.
Il parco, che ricopre 460 ettari, costituisce una riserva naturale fin dal 1923. È considerato uno dei più bei giardini tra quelli presenti in Europa. Il 9 novembre 1994 è stato classificato come Monumento storico. Il parco è proprietà del Ministero della cultura e della comunicazione.

## Storia
Il parco è stato costruito presso il sito del Castello di Saint-Cloud, una residenza reale appartenente al sedicesimo secolo. Dopo che Napoleone III di Francia dichiarò guerra ai prussiani, il sito fu occupato dalla forza prussiana durante l'assedio di Parigi. Il fuoco dei francesi causò l'incendio del castello il 13 ottobre 1870. La struttura venne completamente rasa al suolo nell'agosto 1892.
Il parco include un giardino in stile francese progettato dall'architetto André Le Nôtre, un giardino inglese, e il giardino di rose di Maria Antonietta d'Asburgo-Lorena.
Il parco presenta inoltre una vista panoramica di Parigi soprannominata La Lanterne (o Lanterna di Demostene).

Foto panoramica scattata da La Lanterne, che mostra Parigi e la sua periferia

## Nothing Compares 2 U
Il videoclip del famoso singolo Nothing Compares 2 U della cantante irlandese Sinéad O'Connor utilizza in parte filmati girati presso il parco. Il video consiste quasi esclusivamente di un primo piano sul viso della O'Connor mentre recita il testo del brano, tuttavia sono presenti alcune scene che mostrano la cantante mentre si aggira in solitudine nei dintorni del Parc de Saint-Cloud.

## Edifici e punti di interesse
- Musée du château de Saint-Cloud: un museo di cinque stanze dedicato alla distruzione del castello
- École normale supérieure (E.N.S.)
- Bureau international des poids et mesures (B.I.P.M.)

## Ingresso
Il parco è accessibile dalle stazioni metropolitane Pont de Sèvres e Boulogne - Pont de Saint-Cloud. La linea T2 corre lungo il limite orientale del parco.